# بوبي كلاوس
بوبي كلاوس (بالإنجليزية: Bobby Klaus) هو لاعب كرة قاعدة أمريكي، ولد في 27 ديسمبر 1937 في سبرينغ غروف في الولايات المتحدة.

## وصلات خارجية
- بوبي كلاوس على موقعبيزبول رفرنس.كوم (الدوري الرئيسي) (الإنجليزية)
- بوبي كلاوس على موقعبيزبول رفرنس.كوم (الدوري الثانوي) (الإنجليزية)